# 约翰·休林·杰克逊
约翰·休林·杰克逊（英語：John Hughlings Jackson，1835年3月4日—1911年10月7日）是一位英国精神病学家，知名于对癫痫的研究，1878年当选皇家学会院士。